# Cantó de Saint-Brieuc-Sud
El cantó de Saint-Brieuc-Sud (bretó Kanton Sant-Brieg-Su) és una divisió administrativa francesa situat al departament de Costes del Nord a la regió de Bretanya.

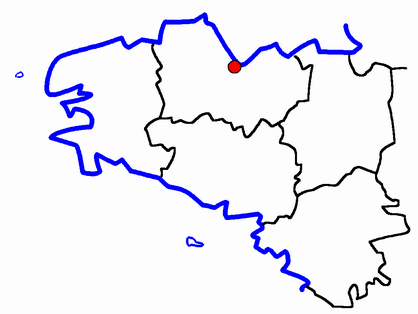
Situació del cantó

Està format pels quartiers de Sainte-Thérèse, Gouédic, Beauvallon i La Croix Saint-Lambert.

## Història
| Data d'elecció                           | Identitat         | Partit | Qualitat |
| ---------------------------------------- | ----------------- | ------ | -------- |
| mars 1994                                | Christian Provost | PS     |          |
| les dades anteriors no són pas conegudes |                   |        |          |
|                                          |                   |        |          |